# Rupture pour tous
Pour plus de détails, voir Fiche technique et Distribution.
Rupture pour tous est un film français réalisé par Éric Capitaine, sorti en 2016.

## Synopsis
Matthias est un professionnel de la rupture amoureuse. Via sa société Love is dead, les personnes souhaitant quitter leur conjoint peuvent le faire en envoyant Matthias rompre à leur place...

## Fiche technique
- Titre : Rupture pour tous
- Réalisation : Éric Capitaine
- Scénario : Éric Capitaine, François Bégaudeau et Camille Chamoux
- Costumes : Morgane Lambert
- Photographie : Lucas Leconte
- Chef Décoratrice : Véronique Melery
- Montage : Sahra Mekki
- Musique : Yan Gorodetzky
- Son : Guilhem Donzel, Philippe Charbonnel et Xavier Dreyfuss
- Production : Carole Lambert
- Société(s) de production : De Films En Aiguille, Scope Pictures, UGC, TF1
- Société(s) de distribution : Légende Distribution
- Pays d'origine :  France
- Langue originale : français
- Genre : comédie
- Durée : 91 minutes
- Date de sortie : 
  - France : 23 novembre 2016

## Distribution
- Benjamin Lavernhe : Mathias
- Elisa Ruschke : Juliette
- Aïssa Maïga : Léane Marciano, la conseillère conjugale
- Camille Chamoux : Clarisse Karadec, la femme d'Allan
- Jérôme Niel : Tony, client de Love is dead
- Antoine Gouy : Allan Karadec, client de Love is dead
- Brigitte Roüan : Claudine, la mère de Mathias
- Sam Karmann : Yvon, le père de Mathias
- Christelle Cornil : Olivia, la sœur de Mathias
- Renaud Rutten : Xavier Dalançon
- Philippe Vieux : Jérôme
- François Bégaudeau : le psy
- Daniel Woit : un passant